# Годзилла (фильм, 1954)
«Годзи́лла» (яп. ゴジラ годзира) — японский кинофильм режиссёра Исиро Хонда, снятый в 1954 году, первый из серии фильмов о Годзилле. В США вышла «американизированная» сильно перемонтированная версия под названием «Годзилла, король монстров!» в 1956 году.

## Сюжет
Фильм повествует об одноимённой гигантской доисторической рептилии Годзилле. Годзилла миллионы лет находился в состоянии анабиоза на дне Тихого океана, но в 1954 году он пробуждается.
В Японском море начинают тонуть корабли. Затем в деревушке на острове Одо происходят инциденты, в которых местные жители винят мифологическое существо, которое они называют «Годзилла». На остров прибывает группа учёных во главе с доктором по имени Кёхэй Яманэ. Они обнаруживают живого трилобита, а затем сталкиваются с Годзиллой. В Токио Яманэ высказывает предположение, что Годзилла является далёким потомком рептилий, живших 200 миллионов лет назад. Годзилла излучает сильную радиацию. Видимо, ему удалось возродиться из-за американских испытаний водородной бомбы.
Годзиллу пытаются убить бомбами. Пока Годзилла не появляется, все думают, что он мёртв. Однако оказалось, что Годзилла всё ещё жив. Поднявшись из океана, он нападает на Токио. Японские вооружённые силы не в силах противостоять этому гигантскому хищнику. Люди надеются на оборонительную высоковольтную электролинию, возведённую на пути к Токио, но Годзилла прорывает её. Убить Годзиллу удается только силой науки: японский учёный, доктор Сэридзава, изобретает вещество, способное разрушить живую ткань в воде (так называемый разрушитель кислорода). Он не хочет использовать своё изобретение против Годзиллы, но в конце концов, увидев муки людей, пострадавших от Годзиллы, плач родных по погибшим, соглашается. Он уничтожает все материалы, относящиеся к страшному изобретению, после чего в водолазном скафандре опускается на дно моря поблизости от места, где залег Годзилла. Сэридзава открывает баллон с разрушителем кислорода и режет водолазный шланг, таким образом унося в могилу свою тайну. Разрушитель кислорода сжигает Годзиллу целиком, включая скелет.

## Кассовые сборы
«Годзилла» впервые вышла в прокат в Нагое 27 октября 1954 года, а через неделю, 3 ноября, вышла по всей стране. Было продано около 9 610 000 билетов, и это был восьмой результат по стране в этом году. Он остаётся вторым по популярности фильмом про Годзиллу в Японии после фильма «Кинг-Конг против Годзиллы». За время первого японского проката фильм собрал 183 миллиона иен.
В 1957 году фильм был выпущен во Франции, где было продано 835 511 билетов. Ограниченные переиздания фильма в Северной Америке в начале 21-го века принесли 562 711 долларов, переиздание в 2004 году собрало в америке 412 520 долларов, а переиздание 2014 года — собрало 150 191 доллар США.

### Северная Америка
В 1955 и в 1960-х годах Годзиллу прокатывали американским японцам преимущественно в японских кварталах в Соединенных Штатах. Английская версия с субтитрами была показана на кинофестивалях в Нью-Йорке, Чикаго и других городах в 1982 году.
В связи с 50-летием Годзиллы 7 мая 2004 года дистрибьютор арт-хауса Rialto Pictures подарил фильму ограниченный выпуск в туроператорском стиле, от побережья до побережья, по Соединенным Штатам с субтитрами, окончив прокат 19 декабря 2004 года. Стартовав только в двух кинотеатрах, в первый уик-энд фильм заработал 38 030 долларов. Итого фильм принёс 412 520 долларов.

## Американская версия
В 1956 году под руководством режиссёра Роланда Эммериха в США перемонтировали оригинальную версию фильма, вырезав некоторые эпизоды и добавив свою сюжетную линию, выпустив под названием «Годзилла, король монстров!». Здесь журналист Стив Мартин (Рэймонд Бёрр) ведет репортаж о Годзилле прямо с места событий — с улиц Токио — и сам чуть не погибает при этом. Именно в этом виде фильм стал известен всему миру.

## Успех и сиквелы
Фильм имел популярность во всём мире. Было снято огромное количество продолжений, американская версия, и вышедший позже новый американский ремейк от Гарета Эдвардса, больше похожий на оригинал. На потеху зрителей это существо дралось с гигантским птерозавром Роданом, с огромной бабочкой Мотрой, с её антиподом — Баттрой, с грязевым монстром Хэдорой, с гигантской креветкой Эбирой, с похожим на Змея Горыныча драконом Кинг Гидорой, чудовищем Биоланте, и даже с Кинг-Конгом. Несколько раз против Годзиллы выступали его механические аналоги — Мехагодзиллы.
Чтобы удовлетворить запросы публики, уже в следующем году появилось продолжение — «Годзилла снова нападает». В этом фильме оказывается, что в живых остался ещё один монстр… Предприняты попытки убить его, но в фильме «Кинг-Конг против Годзиллы» (1962) он возвращается, и таким образом начинается один из самых знаменитых киносериалов в мире.
Во всех последующих фильмах о Годзилле всегда упоминаются события этого первого фильма. Самое непосредственное отношение к нему имеет «Годзилла против Разрушителя» (1995), в котором кислородный разрушитель, придуманный учёным Сэридзавой в первом фильме, возрождается в страшного монстра, который обитал на нашей планете миллиарды лет назад.
В 2002 году на экраны вышел фильм «Годзилла против Мехагодзиллы 3» (или «Годзилла против Кирю»). По сюжету фильма, скелет Годзиллы сохранился, его поднимают со дна океана, и на его основе создают биомеханического робота Кирю (по-японски «кирю» означает «механический дракон»). У него, как оказывается, сохранилась энергетическая память о событиях 1954 года, и поэтому он иногда выходит из-под контроля.

## Признание
Фильм вошёл в список ста лучших фильмов мирового кинематографа журнала Empire и занял 31 место. В 2007 удостоен премии «Сатурн».

## Критика
Годзилла получил в целом положительные отзывы критиков. На агрегаторе рецензий Rotten Tomatoes рейтинг одобрения составляет 93% на основе 74 рецензий со средней оценкой 7,6 баллов из 10. На Metacritic фильм получил оценку 78 из 100 баллов, основанную на 20 рецензиях.